# Marché Atwater
Pour les articles homonymes, voir Atwater.

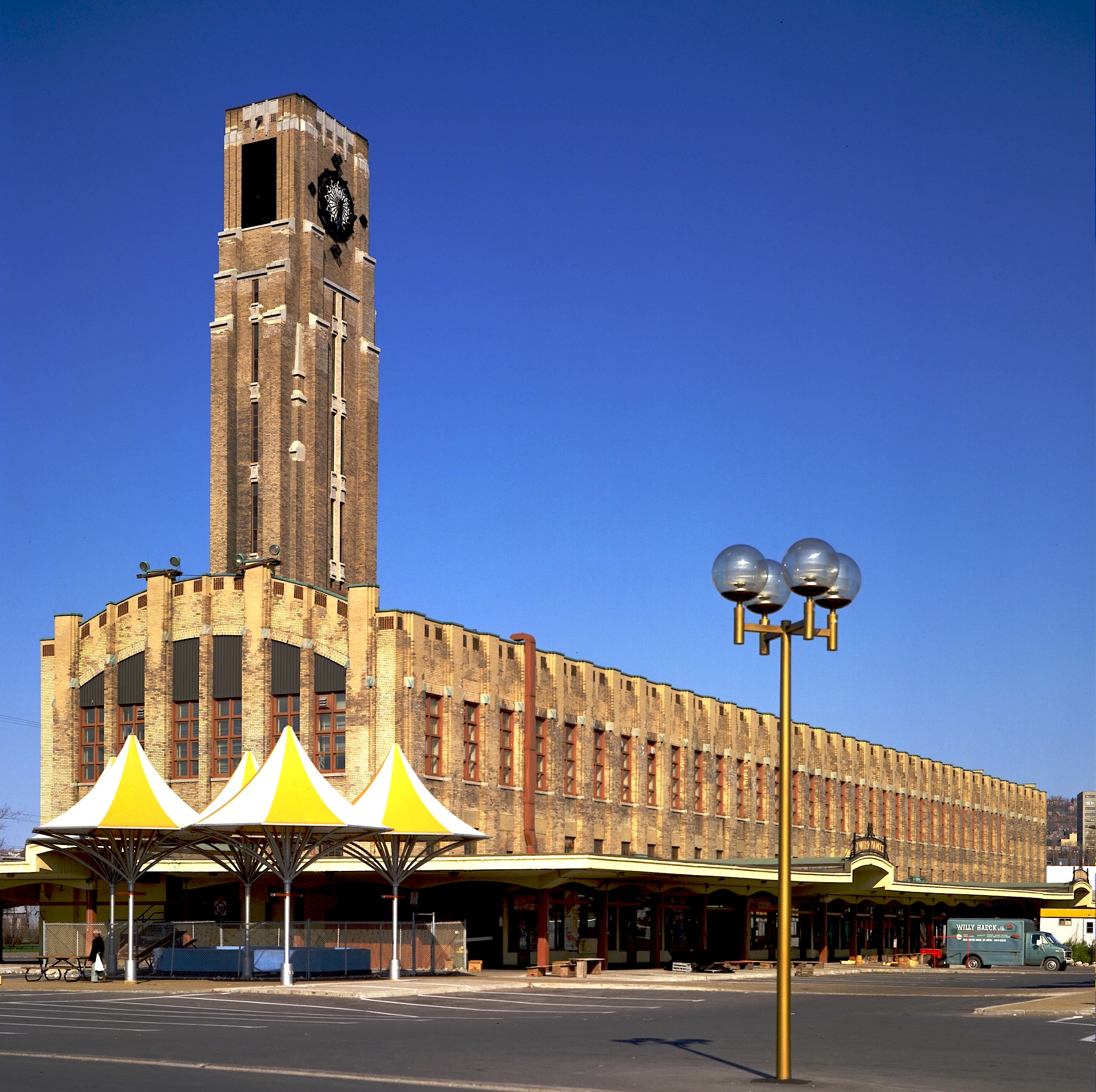
Le marché Atwater

Le marché Atwater est un marché public situé dans l'arrondissement du Sud-Ouest de la ville de Montréal. Ouvert depuis 1933, le marché est abrité par un bâtiment de style art déco notable construit par l’architecte Ludger Lemieux qui marquera le quartier Saint-Henri. 
Ce marché public, organise différents événements pendant l'année tels que : des cinq à sept, des parcours gourmands ou encore un salon de dégustation de bières artisanales. 

## Histoire

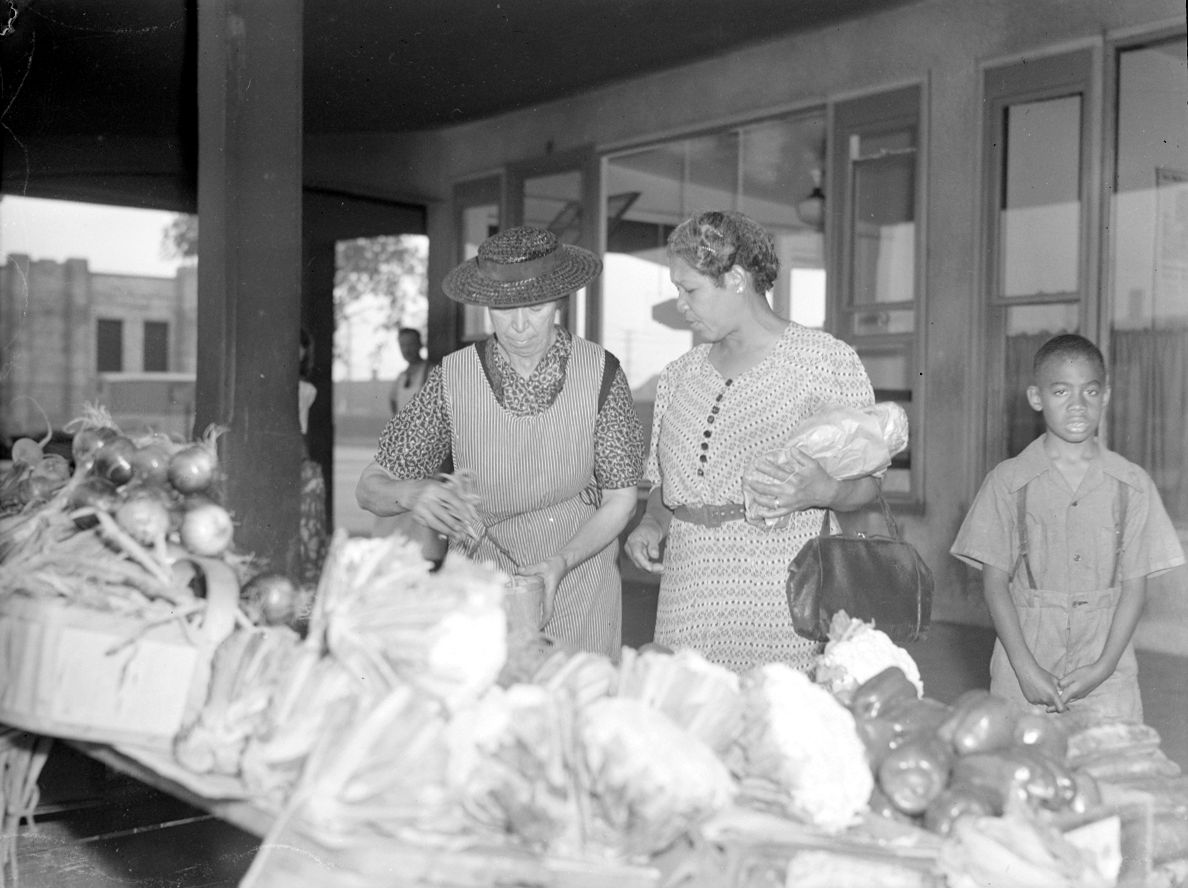
Des clients au marché Atwater en 1945.

Le nom du marché provient de l'avenue Atwater, nommée en l'honneur d'Edwin Atwater (1808–1874), conseiller municipal pour le district de Saint-Antoine. La rue a pris ce nom en 1871.
Le plan du bâtiment a été créé par Ludger et Paul-M. Lemieux. Depuis son inauguration faite en 1933, le marché Atwater représente un patrimoine légué par la période de la Grande Dépression. Sa création est principalement due au fait que, lors de cette crise économique, le gouvernement de Louis-Alexandre Taschereau mis en place plusieurs chantiers, pour seul but de créer des emplois aux chômeurs. L'installation du marché Atwater fut principalement critiquée à cause de sa proximité au marché Saint-Antoine – il était alors considéré inutile –, et de son nom anglophone. Une fois ouvert, le marché fut rapidement très achalandé et entraina la fermeture du marché Saint-Antoine.
Le lieu devient rapidement plus qu'un simple marché, avec l'organisation de rassemblements politiques, d'expositions ou encore d'événements sportifs. De plus, lors de la Seconde Guerre mondiale, il a permis d'être utilisé comme un entrepôt pour la nourriture de l'armée canadienne. Après la guerre, le déclin de la popularité des marchés fut si intense que ces derniers fermèrent pour la plupart, excepté le marché Jean-Talon et le marché Atwater.
Le troisième étage de l'édifice a subi des dommages lors d'un incendie majeur survenu le 7 décembre 2002 à cause de la surchauffe d'un fil de rallonge électrique.

## Architecture

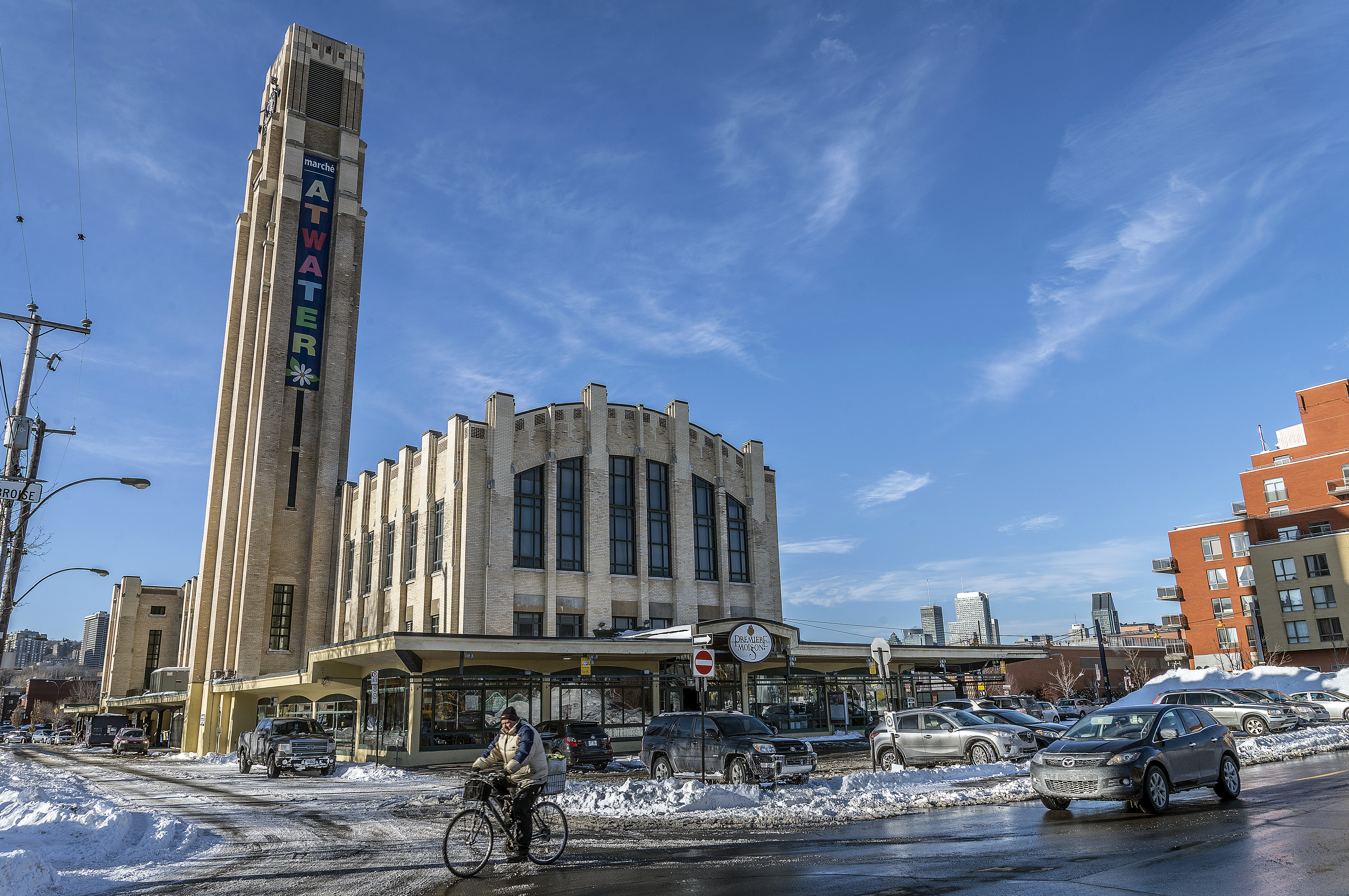
Architecture du marché Atwater

Le marché Atwater est construit, avec sa tour imposante, de façon à attirer l’attention de loin. Érigé dans le style art déco en vogue dans les années 1930, il mêle des structures en briques très symétriques à l'utilisation de fer forgé, orné de lettrages aux hampes et aux jambages angulaires, dans un souci du détail esthétique. La tour possède une grande horloge et de l’autre côté, des lettres en couleur alignées verticalement rappellent le nom de l'édifice « marché Atwater ». 

## Activités

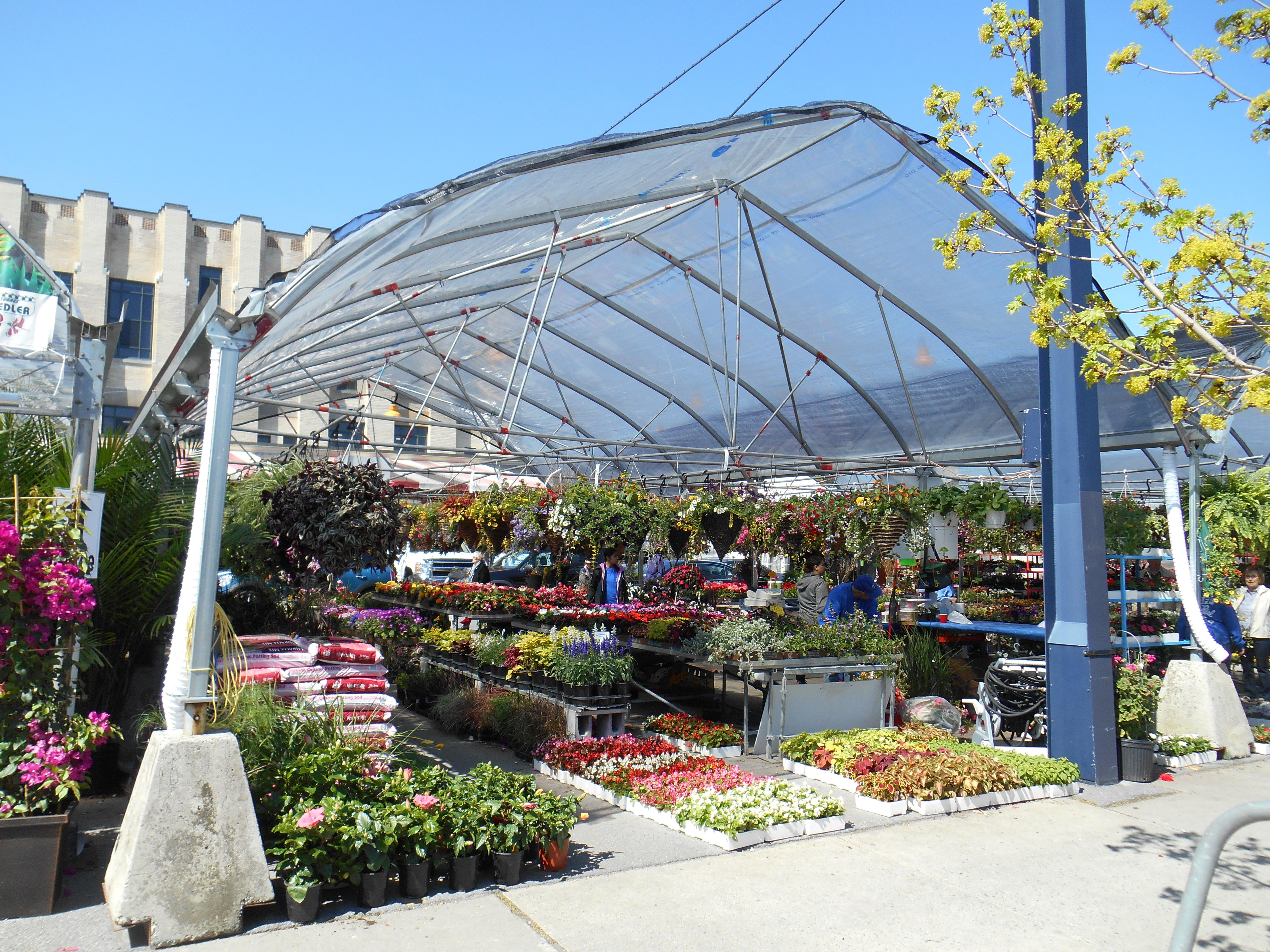
Plantes au Marché Atwater

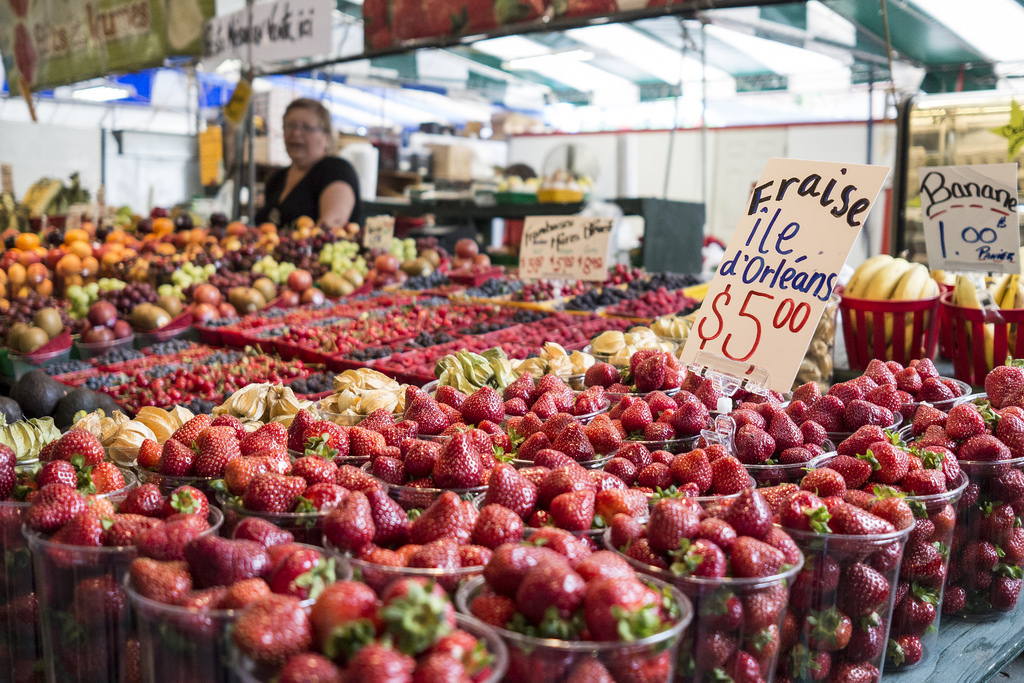
Étalage de fraises au marché Atwater

Le marché Atwater est ouvert à l'année. Pendant l'hiver, des infrastructures sont installées pour permettre d'abriter les marchands et les clients. Le marché offre des produits frais et saisonniers dans les 26 concessions intérieures, utilisées par des commerçants spécialisés. Il est aussi reconnu pour les maraichers qui s'installent en été ou encore ses producteurs horticoles au printemps, qui occupent une cinquantaine de kiosques extérieurs. Le marché a également la plus grande concentration de bouchers de la région, en accueillant une dizaine d'échoppes, dont certaines vendent de la viande issue de l'agriculture biologique. Il y a également trois fromagers, qui vendent une centaine de fromages québécois, plus de 400 fromages français et plusieurs autres provenant d'Europe. De plus, des fermiers et des artisans de l'alimentation y vendent leurs produits. Des cafés et restaurants prennent place au sein du marché, proposant une nourriture diverse et de qualité.

Le marché Atwater, bien que petit, reste un marché très achalandé toute l’année : 

« Ces marchés représentent un endroit de prédilection pour la vente des produits régionaux »

— Stéphane Ricci, directeur exécutif de la Corporation de gestion des marchés publics de Montréal

## Accès
Le Marché Atwater se situe au 138 avenue Atwater, Montréal (QC), H4C 2G3, près du Canal de Lachine et du métro Lionel-Groulx. Il est aussi encadré des rues Sainte-Émilie et Saint-Ambroise, ainsi que de l'avenue Greene. Un pont piétonnier, qu'utilisent aussi les bicyclettes, le relie à la rue Saint-Patrick et à une piste cyclable, de l'autre côté du Canal de Lachine. Le marché Atwater est également facile d'accès en transport en commun, puisque les autobus et les métros offrent des arrêts à seulement quelques minutes de marche. Le Marché Atwater dispose également de 500 stationnements extérieurs

## Heures d'ouverture
- Lundi : 9h à 18h
- Mardi : 9h à 18h
- Mercredi : 9h à 18h
- Jeudi : 9h à 18h
- Vendredi : 9h à 18h
- Samedi : 9h à 17h
- Dimanche : 9h à 17h[12]